# Судбине
„Судбине” је југословенски филм из 1978. године. Режирао га је Предраг Голубовић а сценарио су написали Влатко Гилић, Предраг Голубовић, Данко Поповић и Драгиша Поповић.

## Улоге
| Глумац             | Улога                          |
| ------------------ | ------------------------------ |
| Мирољуб Лешо       | Син                            |
| Мирчета Вујичић    |                                |
| Фарук Беголи       | Јозеф Шулц                     |
| Берт Сотлар        | Сељак са шеширом               |
| Вељко Мандић       | Сељак са шеширом               |
| Зоран Зиндовић     | Немачки официр                 |
| Жарко Бајић        | Немачки официр са фотоапаратом |
| Миланка Султановић | Мајка                          |
| Радосав Гајић      |                                |
| Владан Холец       | Немачки војник                 |
| Сима Јанићијевић   | Отац                           |
| Маринко Шебез      | Немачки војник                 |